# Rede Brasil Bahia
Rede Brasil Bahia foi uma estação de televisão brasileira sediada em Salvador, capital do estado da Bahia. Operava no canal 14 UHF digital e era afiliada à Rede Brasil. Pertencia ao apresentador e jornalista Uziel Bueno. Seus estúdios eram localizados no Rio Vermelho, enquanto os transmissores estavam instalados na torre da repetidora da Rede Vida, na Federação. Teve as suas atividades encerradas após apenas três meses no ar, devido a irregularidades constatadas pela Agência Nacional de Telecomunicações.

## História

### Antecedentes (2012-2013)
Em março de 2012, a repetidora da Rede Brasil em Camaçari, que operava no canal 51 UHF, passou a exibir programas advindos da TV Salvador. Em 21 de maio de 2013, o canal passou a exibir ao meio-dia o programa Bahia Alerta, apresentado pelo radialista Marco Antônio. Nomes que haviam feito parte da extinta TV Camaçari, como o próprio Marco e Jutan Araújo, integravam a equipe. O programa seguiu sendo exibido até junho.

### Rede Brasil Bahia (2017-2018)
Em outubro de 2017, entrou no ar o canal 14 UHF de Salvador, concessão que a Rede Brasil detinha desde 23 de novembro de 2016 para implantar uma retransmissora. No mesmo mês, o apresentador Uziel Bueno, que havia deixado o programa Brasil Urgente Bahia na Band Bahia em 2014, anunciou a criação da Rede Brasil Bahia no canal, prometendo uma programação local apresentada por ele.
A nova estação fazia parte de um grupo que também era integrado pela Popular FM, que foi arrendada pelo grupo em 16 de maio. No entanto, em 24 de outubro, após desentendimentos com o proprietário da emissora de rádio, o projeto foi encerrado para que os investimentos fossem concentrados na afiliada da Rede Brasil. Em 11 de dezembro de 2017, a estação estreou sua primeira produção local, uma nova versão do polêmico programa Na Mira, que havia sido apresentado por Uziel Bueno entre 2008 e 2010 na TV Aratu.
Em 15 de fevereiro de 2018, a Rede Brasil Bahia se envolveu em uma polêmica devido a um comentário de Uziel Bueno sobre o cantor Igor Kannário durante o Na Mira. Após o artista repreender a ação da polícia durante sua apresentação no Carnaval de Salvador, o apresentador o chamou de "maconheiro" e "meliante". Uziel chegou a dizer que foi ameaçado junto com a família por fãs de Kannário.
Em 9 de março de 2018, a Rede Brasil Bahia exibiu pela última vez o Na Mira, o que caracterizou a extinção da estação e conversão do canal 14 UHF em uma repetidora. O motivo do encerramento das atividades foi a presença de uma equipe de fiscalização da Agência Nacional de Telecomunicações, que visitou as instalações de transmissão e constatou o uso indevido da frequência para a exibição de programação local.
Pela legislação, uma repetidora não pode realizar inserções na programação da geradora, que no caso era a Rede Brasil de Campo Grande, no Mato Grosso do Sul. A rede não se pronunciou sobre a irregularidade, e foi multada em R$ 1.262,11. Após o fim da Rede Brasil Bahia, em maio, Uziel Bueno voltou para a Band Bahia, onde reestreou o Brasil Urgente Bahia.

## Programas
Além de retransmitir a programação nacional da Rede Brasil, a Rede Brasil Bahia exibiu os seguintes programas durante seu período de existência:
- Programa Aqui é Trabalho[14]
- Meu Povo é Show[15]
- Na Mira[16]
- Super Clipes[17]